# شارلمانی
شارلمانی (به فرانسوی: Charlemagne)، شارل یکم فرانسه یا کارل بزرگ یا کارُلوس مانیوس (به لاتین: Carolus Magnus) (احتمالاً زاده ۲ آوریل ۷۴۲ میلادی - درگذشته ۲۸ ژانویه ۸۱۴ میلادی)، پسر پپن دوم و یکی از اعضای دودمان کارولنژی، از سال ۷۶۸ پادشاه فرانک‌ها، از سال ۷۷۴ پادشاه لومباردها و از سال ۸۰۰ امپراتور رومیان بود. شارلمانی موفق شد اکثریت اروپای غربی و مرکزی را متحد کند و اولین امپراتور شناخته شده‌ای بود که پس از سقوط امپراتوری روم غربی در حدود سه قرن قبل، در اروپای غربی حکومت کرد. ایالت گسترده فرانک که شارلمانی تأسیس کرد، امپراتوری کارولنژی بود که اولین مرحله در تاریخ امپراتوری مقدس روم به حساب می‌آید. او توسط آنتی پاپ پاسکال سوم قدیس شد - عملی که بعداً باطل تلقی شد - و اکنون برخی او را در کلیسای کاتولیک به‌عنوان بئاتیفیه می‌دانند (که گامی در مسیر تقدس است). بعد از شارلمانی اروپا وارد دوره حکومت‌های محلی و فئودالیته شد.

## آغاز زندگی و رسیدن به قدرت

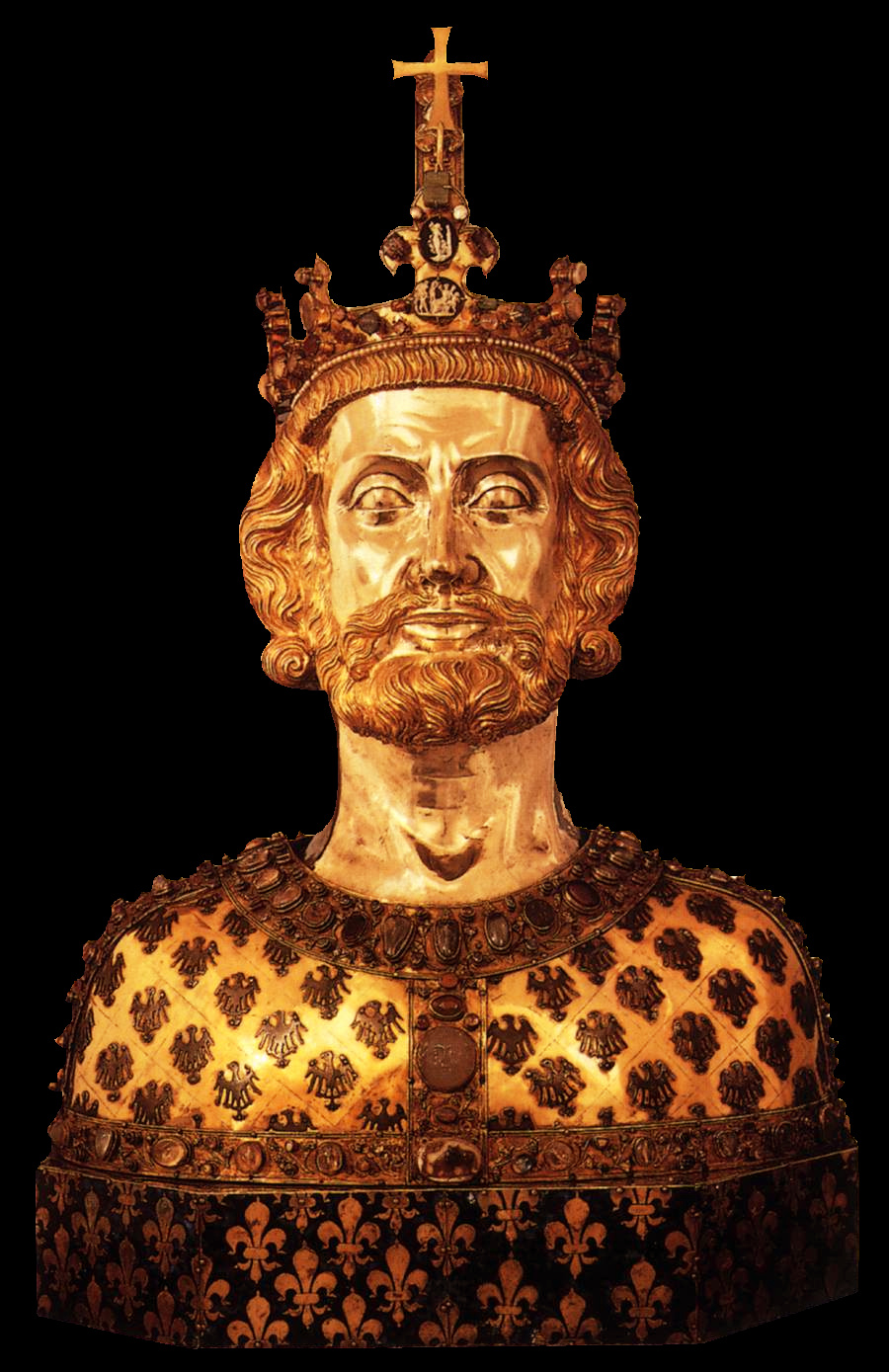
پیکره‌ای از شارلمانی، سده چهاردهم

شارلمانی فرزند پپن کهتر و همسرش برترادا بود. در مکان و زمان تولد او اختلاف نظر وجود دارد. به نقل از فریدریش هیر، تاریخ‌دان اتریشی، تاریخ احتمالی تولد او ۲ آوریل ۷۴۲ میلادی است. او را به نام پدربزرگش، شارل مارتل، نامگذاری کردند و به فرانسوی شارل و در لاتین کارولوس خواندند. پس از آن که پدرش در سال ۷۶۸ میلادی درگذشت، شارلمانی حکومت را با برادرش کارلمان یکم تقسیم کرد. پس از مرگ کارلمان در سال ۷۷۱ میلادی، وی قدرت را به تنهایی در دستانش گرفت. امپراتوری فرانک‌ها در این زمان در موقعیت بسیار خطرناکی قرار داشت. ساکسون‌ها بر عقاید مذهبی پیشین خود پافشاری می‌کردند. در جنوب، کلیسای کاتولیک با لمباردها بر سر قدرت مجادله می‌کرد و اعراب اموی نیز که در شبه‌جزیره ایبریا به قدرت رسیده بودند، در حال پیشروی به شمال بودند. از خاور نیز امپراتوری مورد تهاجم آوارهای اوراسیایی بود. شارلمانی تا سال ۸۰۰ میلادی به فکر ایجاد روابط جدید در غرب اروپا بود و آمادگی جنگ هم‌زمان در تمام جبهه‌ها را نداشت.

## فتوحات
زاکسن و بایرن
شارل مارتل و پپین، پدربزرگ و پدر شارلمانی تقریباً هر سال در دوره حاکمیت خود در حال لشکرکشی به جایی بودند. شارلمانی نیز به حد اعلا این طریقه را پیش گرفت. جنگ با زاکسن‌ها سال ۷۷۲ میلادی آغاز شد. مهم‌ترین دستاوردهای شارلمانی که موجب تشکیل یک هسته آلمانی برای اروپا شد، به انقیاد کشیدن ساکسون‌ها و از بین بردن دوک‌نشین قبیله‌ای بایرن بود. بایرن سال ۷۸۸ میلادی به‌طور کامل تکه‌ای از امپراتوری شارلمانی شد. این سرزمین به چند کنت‌نشین تقسیم و به یکی از اجزای مهم امپراتوری بدل گشت. او تا سال ۸۰۴ میلادی زاکسن‌ها را وادار به گرویدن به مسیحیت کرد.
ایتالیا
سال ۷۷۳ میلادی فرستاده‌های پاپ از شارلمانی تقاضای کمک برای مقابله با لمباردی‌ها نمودند. فرانک‌ها سال ۷۷۴ میلادی پاویا را فتح کردند. شارلمانی آخرین پادشاه لمباردی ذسیدریوس را بر کنار کرد و دختر از قبل ازدواج‌کردهً وی را به همسری گرفت. شارلمانی سپس هدیه پیپینی پدرش به کلیسا را حمایت کرد و یک حکومت کلیسایی به وجود آورد.
شارلمانی حکومت آکیتن را به فرزند خردسالش لوئی و حکومت ایتالیا را به فرزند دیگرش پیپین بخشید. پاپ سال ۷۸۱ میلادی تاج بر سر هردوی آن‌ها گذاشت.
آوارها
سپاهیان فرانک سپس هر چه بیشتر به سمت شرق رفتند و ۷۹۶–۷۹۵ میلادی به پایتخت آوارها حمله کردند. این سرزمین تسخیر نشد اما غنائم زیادی از آن‌ها به تاراج برده شد؛ ثروتی که آوارها خود پیش از این از بیزانسی‌ها غارت کرده بودند. شارلمانی برای حفاظت امپراتوری از آوارها، مارک‌نشین آواری را درست کرد.
اسپانیا
شارلمانی به اسپانیا هم لشکر کشید. علت درخواست حاکم ساراگوسا برای مقابله با امارت قرطبه بود. به هر حال این کارزار به دشواری پیش رفت و فتوحات شارلمانی در مقابل مسلمانان اندلس اندک بود. به هر حال حاکمیت فرانک‌ها تا سال ۸۰۱ میلادی بر نواحی اطراف بارسلون تثبیت شد. در حین بازگشت قسمتی از ارتش فرانک‌ها با مسلمانان درگیر و تقریباً نابود شد. در این درگیری یک کنت به نام رولاند که داماد شارلمانی نیز بود، کشته شد.

## رابطه با بیزانس

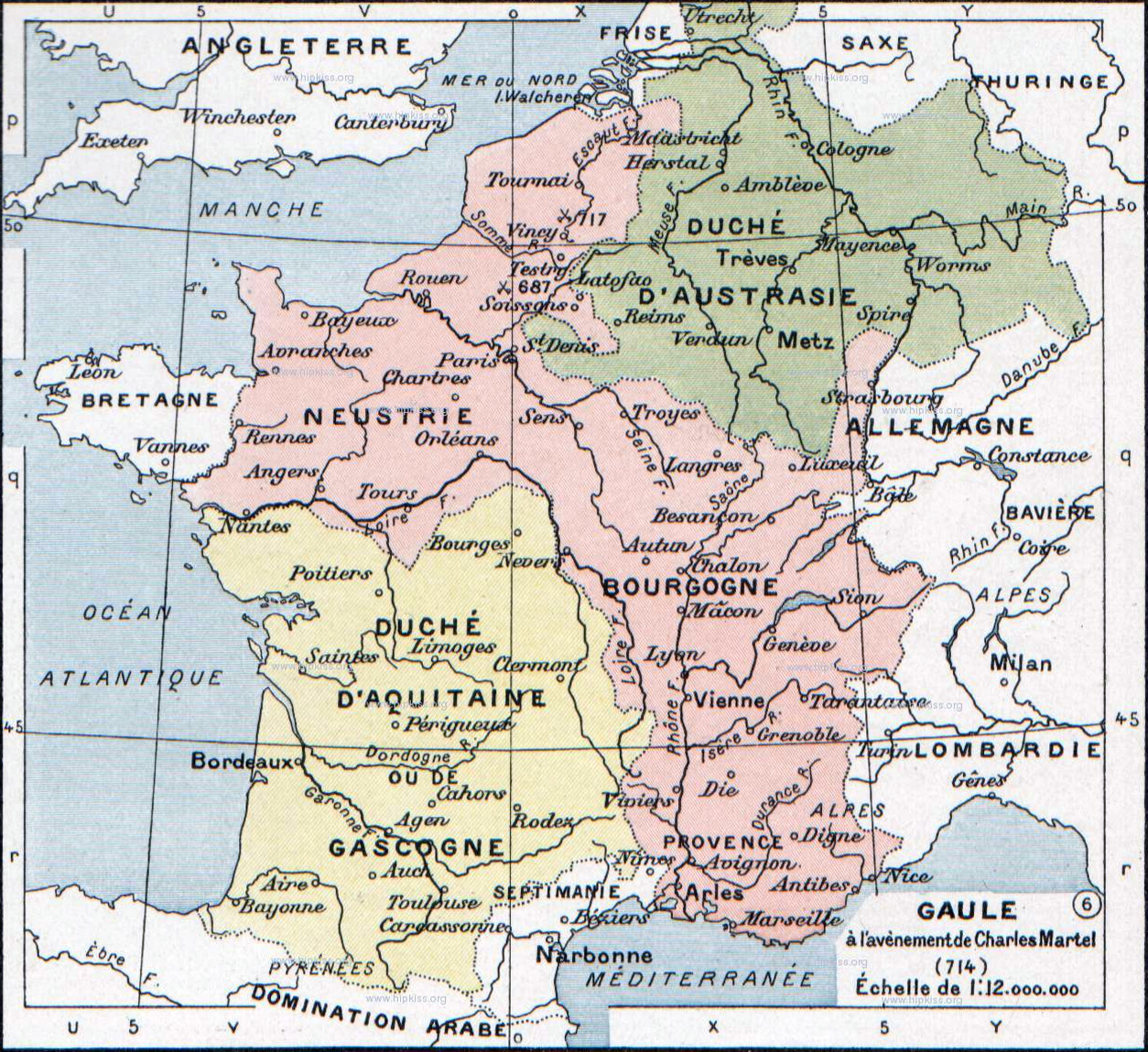
امپراتوری فرانک‌ها در اوائل سده هشتم

پس از سال ۸۰۰ میلادی در شرق درگیری‌هایی وجود داشت. نیکه‌فوروس یکم، امپراتور روم شرقی شارلمانی را به عنوان امپراتور قبول نداشت. سال ۸۰۳ میلادی فرستاده فرانک‌ها به قسطنطنیه رسید که باید بدون هیچ استقبالی بازمی‌گشت. اختلاف دو طرف بر سر حکومت دالماسی و ونیز نیز بالا گرفت. میخائیل یکم، داماد نیکه‌فوروس که پس از مرگ امپراتور بیزانس، قدرت را تصاحب کرد، شارلمانی را به عنوان امپراتور روم پذیرفت؛ به شرط آن که دو منطقه مورد جدال به بیزانس برگردد.

## تشکیل امپراتوری
در مجموع، هنگامی که جنگ‌های تهاجمی بزرگ شارلمانی در نهایت سال ۸۰۴ میلادی به پایان رسید، سرزمین‌های تحت حکمرانی او دو برابر سرزمین‌هایی بود که شارل مارتل بر آن حکم می‌رادند. سرحدات پس از آن ثابت ماندند. بدین ترتیب شارلمانی «پادشاهی» را به «امپراتوری» بدل کرد.
سال ۷۹۵ میلادی لئوی سوم پاپ شد و پشتیبانی از امپراتوری فرانک‌ها را تضمین کرد؛ دیری نگذشت که پاپ جدید با نجیب‌زاده‌ها درگیر شد. آن‌ها به پاپ تهمت بی‌لیاقتی و گناهان بزرگی همچون زنا می‌زدند، تا جایی که پاپ مجبور شد نزد شارلمانی در پادربورن برود. هنگام ورود شارلمانی به رم در سال ۸۰۰ میلادی مورد استقبال پاپ قرار گرفت و به عنوان امپراتور مقدس روم از طرف وی تاج‌گذاری شد؛ بدین ترتیب شارلمانی پس از رومولوس آگوستولوس، نخستین پادشاهی بود که امپراتور خوانده می‌شد. او جانشین مستقیم امپراتوران روم گردید و امپراتوری فرانکی خود را جایگزین امپراتوری روم کرد.

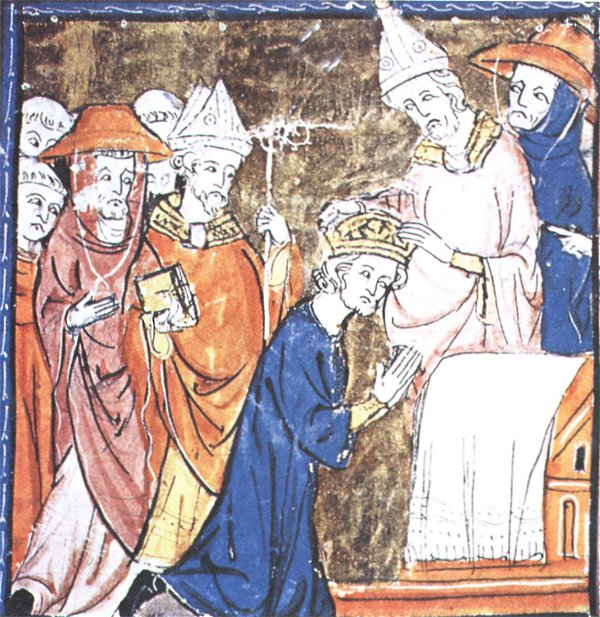
تاج‌گذاری شارلمانی توسط پاپ لئوی سوم

## یکپارچگی کلیسا
شارلمانی خود را قیم مسیحیت غرب می‌دانست و با باور به «مأموریتی از جانب خدا»، قدم‌های مستحکمی برای سازمان‌دهی، هدایت و اداره آن برداشت. او کلیسای امپراتوری را به ۲۱ اسقف‌نشین اعظم تقسیم کرد. شارلمانی، شوراهای کلیسا را بر آن داشت مسائل عقیدتی را بر مبنای دیدگاه او حل‌وفصل کنند و یک نظام مذهبی رومی-فرانکی پایا ابداع نمود. کلیسای امپراتوری مسئول آموزش فرهنگی و تشکل‌بخشی به مردم بر مبنای احکام تقنینی و اداری شارلمانی شد.

## پایان زندگی
طبق سنت فرانک‌ها، شارلمانی امپراتوری را سال ۸۰۶ میلادی بین فرزندانش تقسیم کرد. با این حال، پس از درگذشت زودهنگام فرزندان بزرگش، شارلمانی تنها میراث‌بر واقعی خود، لوئی پارسا را سال ۸۱۳ میلادی به عنوان جانشین انتخاب کرد. شارلمانی ۲۸ ژانویه سال ۸۱۴ میلادی پس از ۴۷ سال سلطنت در آخن درگذشت. پس از او آخن برای قریب به یک هزاره به «زیارتگاه» پادشاهان و امپراتورهای اروپایی، مخصوصاً آلمانی، بدل گشت.

## میراث
شارلمانی را پدر اروپا خوانده‌اند؛ چرا که بخش‌های غربی اروپا را برای نخستین بار از زمان اروپای دوران قدیم و بخش‌هایی از اروپا را که هیچ‌گاه تحت حکومت امپراتوری روم نبوده‌اند، متحد کرد.
امپراتوری که شارلمانی در اروپا بنیاد نهاد به سرعت پس از مرگش فروپاشید. با این حال ساختار امپراتوری کارولنژی شکل‌دهنده ویژگی‌های بنیادین زندگی سیاسی، اجتماعی و فرهنگی در اروپا و نهادهای کلیسا برای سده‌ها پس از آن بود.
دستاوردهای شارلمانی معنای جدیدی به نام او بخشید. در بسیاری از زبان‌های اروپا، کلمه «پادشاه» از نام او گرفته شده است. به عنوان مثال، لهستانی: król، اوکراینی: корольI مجارستانی: király، لیتوانیایی: karalius، لتونیایی: karalis، روسی: король، مقدونی: крал، بلغاری: крал، رومانیایی: crai، صربی-کرواتی: краљ / kralj، ترکی: kral. این توسعه به موازات نام سزارها در امپراتوری اصلی روم است که از جمله قیصر و تزار شدند.

## خانواده
شارلمانی از ازدواج‌های خود به عنوان ابزاری برای آشتی دادن مردمان درون امپراتوری و ایجاد اتحاد درون این امپراتوری وسیع استفاده می‌کرد. از هشت تا ده همسر یا هم‌بالین شناخته‌شده او، هجده فرزند حاصل شد. با این وجود، او تنها چهار نوه مشروع، چهار پسر از چهارمین پسرش، لوئی داشت. نوادگان وی، دودمان‌های سلطنتی متعددی که شامل هابسبورگ، کاپتی و پلانتاژنه و خاندان‌ها و خانواده‌های اشرافی بسیاری در اروپا تأسیس نمودند که این خاندان‌ها می‌توانند از لحاظ تبارشناسی، نسب و پیشینهٔ خود را به شارلمانی برسانند.
| تاریخ آغاز      | ازدواج‌ها و وراث | هم‌بالین‌ها و فرزندان نامشروع |
| --------------- | --- | --- |
| حدود ۷۶۸ میلادی | نخستین رابطهٔ وی با هیمیلتروت بود. ماهیت این رابطه به انواع گوناگونی مثل هم‌بالینی، یک ازدواج قانونی و شرعی، یا یک فریدلیه توصیف شده است. (شارلمانی هنگام ازدواج با دسیدراتا او را کنار گذاشت) پیوند این دو با هم پسری را متولد کرد: - پپن گوژپشت (حدود ۷۶۹–۸۱۱ میلادی) | |
| حدود ۷۷۰ میلادی | پس از وی، نخستین همسر وی دسیدراتا بود، دختر دسیدریوس، پادشاه لمباردها؛ ازدواج در ۷۷۰، جدایی در ۷۷۱. | |
| حدود ۷۷۱ میلادی | دومین همسر وی هیلدگارد وینزگاو بود (۷۵۷ یا ۷۵۸–۷۸۳)، ازدواج در ۷۷۱، درگذشتهٔ ۷۸۳. شارلمانی از او نه فرزند داشت: - شارل جوان‌تر (حدود ۴–۷۷۲ دسامبر ۸۱۱)، دوک من، و در ۲۵ دسامبر ۸۰۰ به‌عنوان پادشاه فرانک‌ها تاج‌گذاری نمود. - کارولمان، تغییرنام به پپن (آوریل ۷۷۳–۸ ژوئیه ۸۱۰)، پادشاه ایتالیا - ادلهایت (۷۷۴)، در حالی که والدینش در لشکرکشی به ایتالیا بودند متولد شد. او را به فرانک فرستادند، اما پیش از رسیدن به لیون درگذشت - رتروت (۷۷۵–۶ ژوئن ۸۱۰) - لوئی (۷۷۸–۲۰ ژوئن ۸۴۰)، دوقلوی لوتیر، پادشاه آکیتن از ۷۸۱، به‌عنوان پادشاه فرانک‌ها/هم‌امپراتور در ۸۱۳ تاج‌گذاری نمود، امپراتور ارشد از ۸۱۴ - لوتیر (۷۷۸–۶ فوریه ۷۷۹/۷۸۰)، دوقلوی لویی، در شیرخوارگی درگذشت - برتا (۷۷۹–۸۲۶) - گیزلا (۷۸۱–۸۰۸) - هیلدگارده (یا ایلدوگارد) (۷۸۲–۷۸۳) | |
| حدود ۷۷۳ میلادی | | نخستین هم‌بالین شناخته‌شدهٔ وی گرسویندا (یا گرویندا) بود. آن‌ها صاحب یک فرزند شدند: - ادالتروده (زاده ۷۷۴)                                                           |
| حدود ۷۷۴ میلادی | | دومین هم‌بالین شناخته‌شدهٔ وی مدلگارت بود. آن‌ها صاحب یک فرزند شدند: - رودهایت (۷۷۵–۸۱۰)، راهبهٔ بزرگ فارموتی                                                         |
| حدود ۷۸۴ میلادی | سومین همسر وی فاسترادا بود، ازدواج در ۷۸۴، درگذشتهٔ ۷۹۴. آن‌ها دو فرزند داشتند: - تیودرادا (زادهٔ ۷۸۴)، راهبهٔ بزرگ ارژانتوی - هیلتروت (زادهٔ ۷۸۷) | |
| حدود ۷۹۴ میلادی | چهارمین همسر وی لوتگارت بود، در ۷۹۴ با یکدیگر ازدواج نمودند، بدون فرزند درگذشت. | |
| حدود ۸۰۰ میلادی | | چهارمین هم‌بالین شناخته‌شدهٔ وی رژینا بود. آن‌ها دو فرزند داشتند: - دروگو (۸۰۱–۸۵۵)، اسقف مس از ۸۲۳ و راهب بزرگ دیر لوگزوئیل - هوگ (۸۰۲–۸۴۴)، صدراعظم اصلی امپراتوری |
| حدود ۸۰۴ میلادی | | پنجمین هم‌بالین شناخته‌شدهٔ وی اتلیند بود. آن‌ها دو فرزند داشتند: - ریچباد (۸۰۵–۸۴۴)، راهب بزرگ سن‌ریکی - تئودوریک (زاده ۸۰۷)                                         |